# Cemitério Judaico (Salmünster)
O Cemitério Judaico de Salmünster (em alemão:  Jüdische Friedhof Salmünster) é um cemitério judaico em Salmünster, um bairro de Bad Soden-Salmünster, no distrito de Meno-Kinzig, em Hessen.

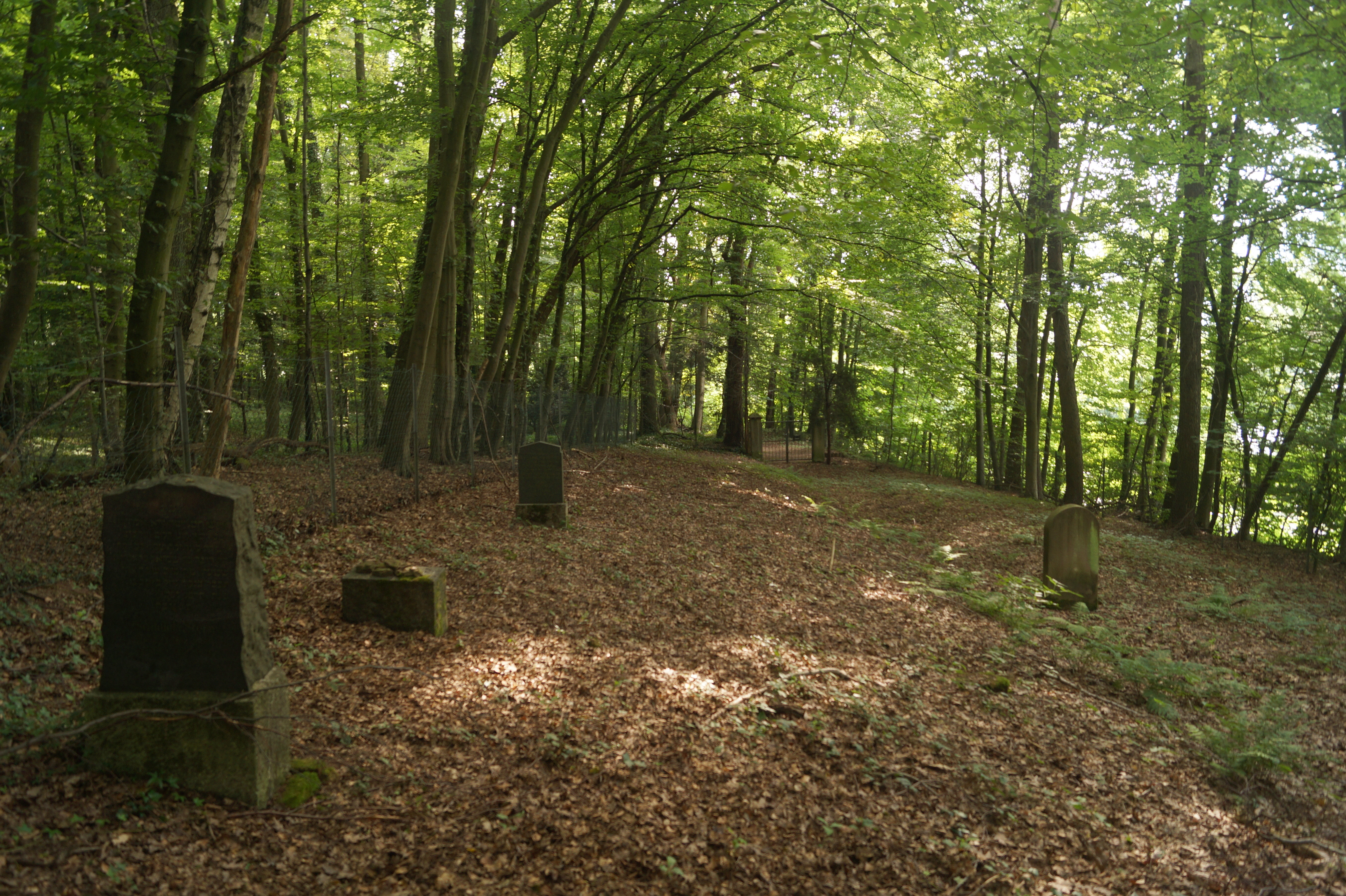
Vista do cemitério do nordeste, 2016

O cemitério judeu de 779 m² fica ao norte da cidade ao norte da Schlüchterner Straße, entre a Kreisstraße K 987 (Hanauer Landstraße) e a Bundesautobahn 66 no sentido leste .
O cemitério provavelmente foi construído na segunda metade do século XIX. Antes disso, a comunidade parece ter compartilhado o Cemitério judaico em Eckardroth. Atualmente apenas duas matzevas foram preservadas, que foram novamente erguidas depois de 1945.
No meio do cemitério há uma pedra memorial com os nomes dos homens e mulheres judeus que morreram em Salmünster. O texto da pedra memorial diz:
"Para comemorar os concidadãos judeus falecidos. Stern Samuel 1863-1923 - Neuhaus Michael 1850-1925 - Grünebaum Moses 1871-1920 - Stern Karlmann 1858-1931 - Grünebaum Sophie 1917-1932 - Stern Johanna neé Plaut 1863-1933 - Hess Sabine neé Grünebaum 1869-1935 - Suas almas sejam envolvidas na aliança da vida."